# Września-Północ (gromada)
Września-Północ – dawna gromada, czyli najmniejsza jednostka podziału terytorialnego Polskiej Rzeczypospolitej Ludowej w latach 1954–1972.
Gromady, z gromadzkimi radami narodowymi (GRN) jako organami władzy najniższego stopnia na wsi, funkcjonowały od reformy reorganizującej administrację wiejską przeprowadzonej jesienią 1954 do momentu ich zniesienia z dniem 1 stycznia 1973, tym samym wypierając organizację gminną w latach 1954–1972.
Gromadę Września-Północ z siedzibą GRN w mieście Wrześni (nie wchodzącym w skład gromady) utworzono 1 stycznia 1960 w powiecie wrzesińskim w woj. poznańskim z obszarów zniesionych gromad: Marzenin i Psary Polskie w tymże powiecie.
W 1965 gromada miała 27 członków GRN.
31 grudnia 1971 do gromady Września-Północ włączono obszar zniesionej gromady Grzybowo w tymże powiecie.
Gromada przetrwała do końca 1972 roku, czyli do kolejnej reformy gminnej. 1 stycznia 1973 w powiecie wrzesińskim utworzono gminę Września.